# Alfred Fane Peers Fane
Alfred Fane Peers Fane, dit A. F. P. Fane et né Alfred Fane Peers Agabeg le 11 novembre 1911 en Inde et mort le 18 juillet 1942, à 30 ans dans un accident aérien près de Duxford, dans le Cambridgeshire, était un pilote automobile anglais des années 1930. Il fut aussi parfois appelé Abiegeg Fane.

## Biographie
Le 11 novembre 1931, il décide de changer officiellement son nom sur l'insistance de sa mère et il prit pour signature "Fane Fane".
Dès 1932, il dispute le Grand Prix d'Allemagne avec une voiturette à 21 ans, sous le prénom d'Archibald (à bord d'une Frazer Nash 1,5 l S4). On le voit ensuite lors du Mountain Championship en 1934, avec une voiture de la même marque engagée par Harold John Aldington.
Il participe à deux reprises aux 24 Heures du Mans, en 1935 (sur Frazer Nash Shelsley, avec Dudley C. Folland dit "Tim Davies") et 1937 (sur BMW 328 de l'écurie Frazer Nash, avec H. J. Aldington, lui-même troisième des 24 Heures du Mans 1949).
En mars 1938, disqualifié à tort lors d'un course sur route à handicap à Brooklands avec sa 328, il reçoit malgré tout un prix monétisé de compensation.
Au début de la Seconde Guerre mondiale, il rejoint la Royal Air Force Volunteer Reserve. Son Spitfire s'écrase au retour d'un vol de reconnaissance aérienne au-dessus du territoire français, alors qu'il avait le grade de lieutenant.
Sa veuve Evelyn Mary fit apposer une plaque commémorative à Shelsley Walsh, après l'enterrement de son époux dans le petit village d'Hedsor.

## Palmarès

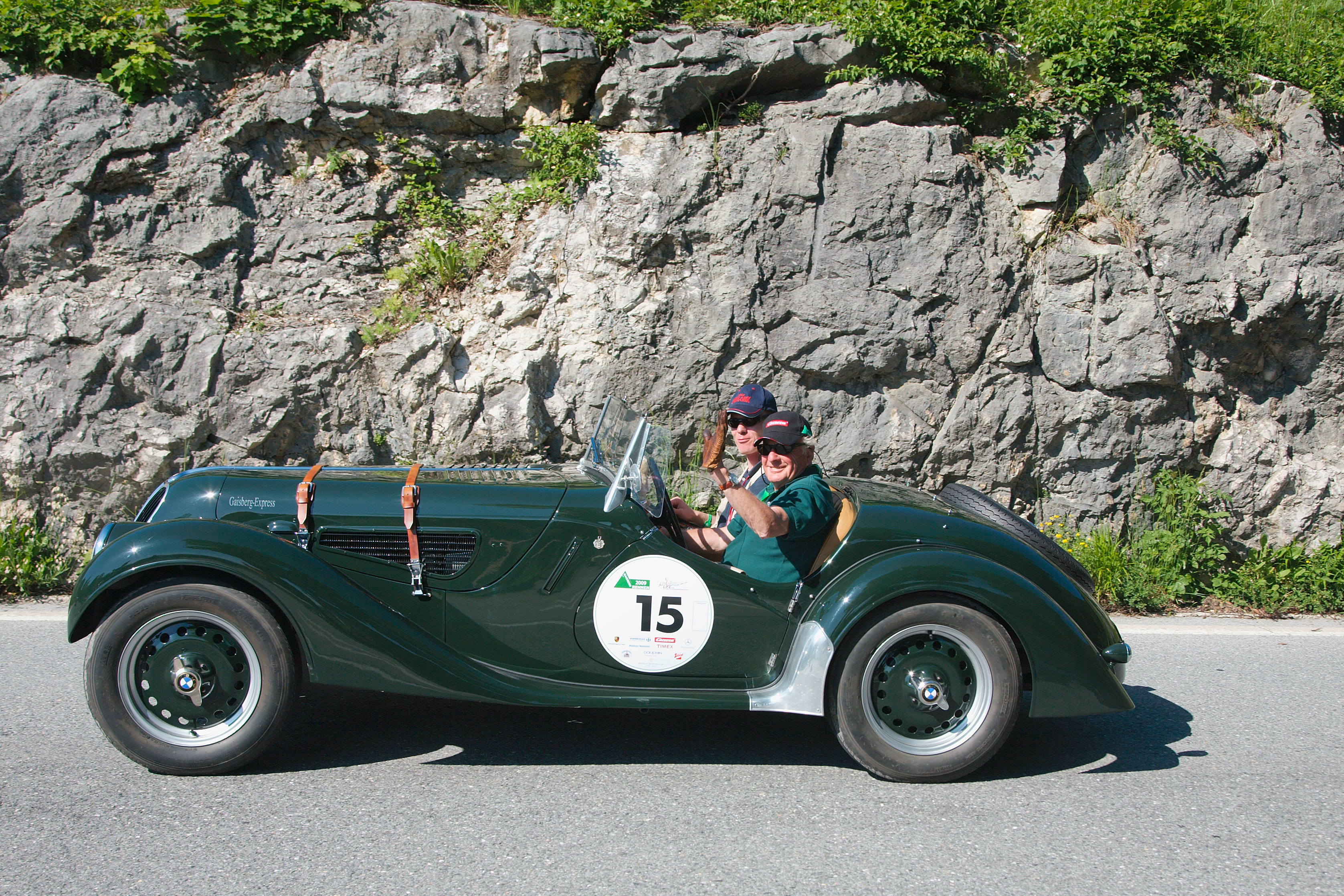
Exemple de BMW 328 en côte.

- National Donington 1936 (Frazer Nash)
- Eifelrennen 1937 (BMW 328)
- Course de côte de Shelsley Walsh 1937 (session d'automne sur monoplace Frazer Nash 1,5 l, avec un record d'ascension en 38 s 77)[6]
- Mille Miglia 1938 : victoire de classe 2,0 l (BMW 328, seul à bord)
- Second August Road Handicap 1938 (BMW 328)
- Rallye de Grande-Bretagne 1939 (BMW 328, associé alors à H. J. Aldington et à N. A. Berry[7])
- 3e du RAC Tourist Trophy 1936 (Frazer Nash)